# Коломбо, Вирджинио
Вирджинио Коломбо (итал. Virginio Colombo; 1885—1927) — итальянский архитектор, работавший в Буэнос-Айресе.

## Биография
Коломбо родился в 1885 году в Милане. Изучал архитектуру в Академии Брера у Джузеппе Соммаруги — ведущего представителя стиля модерн в городе. Однокурсник Антонио Сант’Элия позже стал защитником футуризма номер один в итальянской архитектуре. В начале 20-го века в Буэнос-Айресе работало много итальянских архитекторов-иммигрантов, в том числе Франческо Тамбурини — спроектировавший Театр Колон, Витторио Меано — спроектировавший Национальный конгресс Аргентины, Марио Паланти — спроектировавший Паласио Бароло, Франсиско Джанотти — спроектировавший Эль Молино (кафе), и Хуан Антонио Бускьяццо внес изменения в Реколета (арт-центр) и спроектировал Итальянскую больницу. Из этих архитекторов Коломбо был одним из самых активных и творческих.
Он прибыл в Буэнос-Айрес в 1906 году вместе с двумя другими итальянскими архитекторами, Акилесом де Лаццари и Марио Бароффио Ковати, с контрактом на оформление Дворца правосудия. Вскоре после прибытия в Буэнос-Айрес он стал директором студии, а затем основал свою собственную, работая в основном над проектами для частных клиентов, обычно богатых соотечественников в бизнесе, промышленности или недвижимости, которые покупали землю для строительства многоквартирных домов и магазинов для аренды.
Коломбо придерживался эклектики с элементами модерна, который использовался многими итальянскими архитекторами, работавшими в Буэнос-Айресе в то время, и характеризовался элементами средневековой архитектуры, включая наличие круглых арок, окон и лоджий, цветочного орнамента и зубчатых карнизов. Его творчество можно разделить на два периода. Первый простирается до 1920 года и относится к итальянской школе ар-нуво, примером чего является штаб-квартира Unione Operai Italiani в 1374-82 Сармьенто, завершенная в 1913 году. В конце этого периода Коломбо двинулся к классицизму и монументализму, не отказываясь от модерна, он построил Casa Grimoldi в 1918 году на проспекте Корриентес 2548-72 для бизнесмена Гримольди, владельца компании по производству обуви. Во втором периоде Коломбо принял классический эклектизм, и его проекты стали особенно самоуверенными и вызывающими.
Всего за 21 год до своей преждевременной смерти в возрасте 42 лет Коломбо завершил около 50 работ в Буэнос-Айресе. Он умер в Буэнос-Айресе 22 июля 1927 года.
Сегодня Коломбо, вероятно, больше всего помнят по La Casa de los Pavos Reales по адресу 3216-36 Rivadavia и Casa Calise по адресу 2562-78 H.Yrigoyen. Те из его зданий в стиле ар-нуво, которые сохранились до сих пор, легко узнать по обилию львиных голов, балконов, изделий из железа, херувимов, женских голов, кариатид, индеек, соколов и драконов.